# 茨城県道322号諸沢西金停車場線

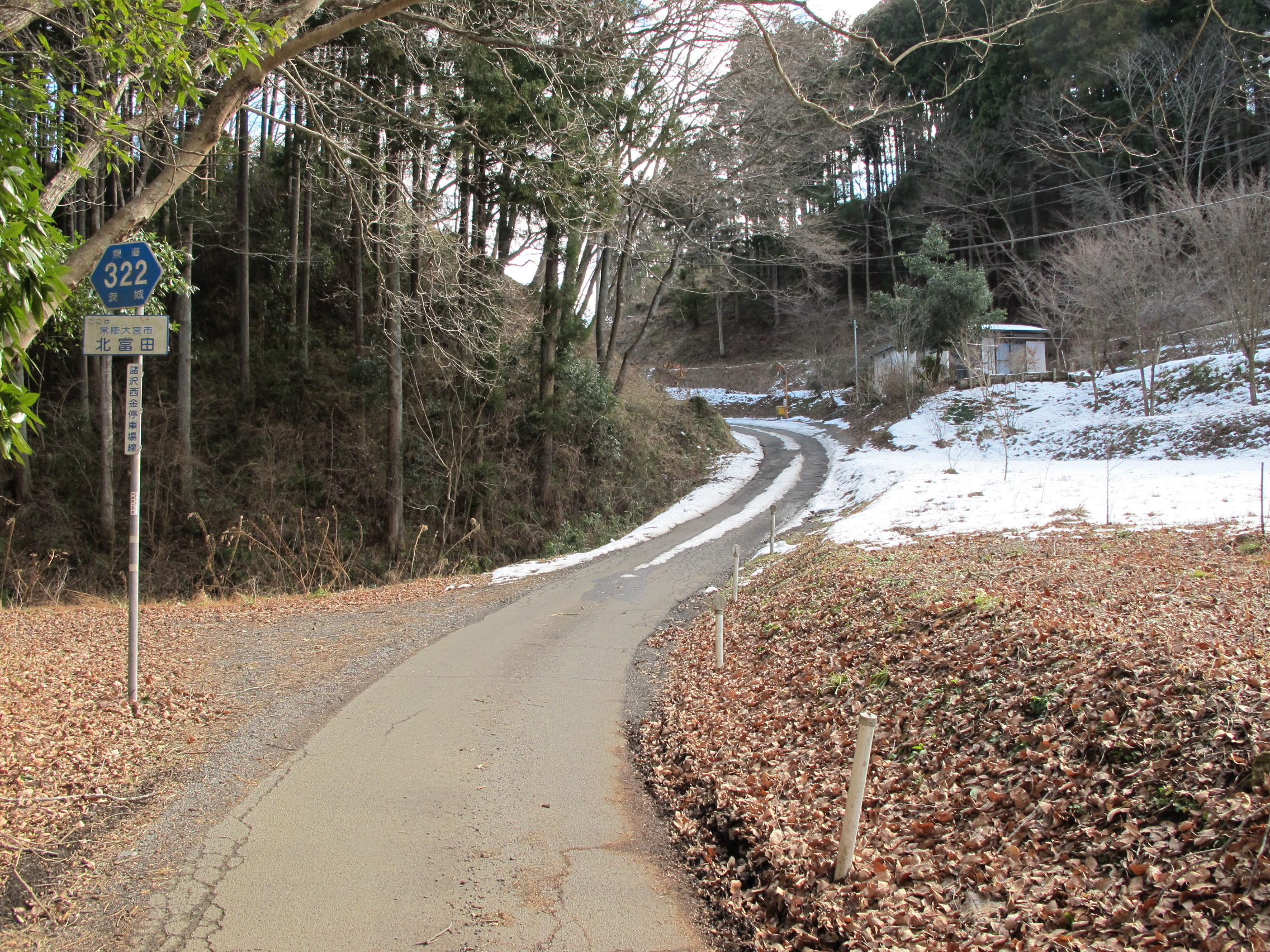
常陸大宮市北富田（2013年1月）

茨城県道322号諸沢西金停車場線（いばらきけんどう322ごう もろさわ さいがねていしゃじょうせん）は、茨城県常陸大宮市からJR水郡線西金駅までを結ぶ県道である。

## 概要
常陸大宮市諸沢を起点とし、常陸大宮市北富田・大子町北富田を経て大子町西金のJR水郡線西金駅に至る一般県道で、山間部を通る生活道路である。山を越える形で東西に延びる路線で、沿線に民家は点在しているが山の谷間を通り日当りが悪い県道沿いを避け、日が当たる道路北側の山の上に住居を構えている家が目立つ。茨城県内でもかなり地形のきつい場所を通っているため急峻狭隘区間が多い。

### 路線データ
- 起点：常陸大宮市諸沢（茨城県道249号山方水府線交点）[1]
- 終点：久慈郡大子町西金（JR水郡線 西金駅接点）[1]
- 総延長：7.969 km[2]
- 重用延長：0.019 km[2]
- 未供用延長：なし[2]
- 実延長：7.950 km[2]
- 自動車交通不能区間延長[注釈 1]：0.253 km[2]

## 歴史
1959年（昭和34年）10月14日、新たな県道として那珂郡山方町大字諸沢を起点とし、久慈郡大子町西金停車場を終点とする区間を本路線とする県道諸沢西金停車場線として茨城県が県道路線認定した。
1995年（平成7年）に整理番号322となり現在に至る。

### 年表
- 1959年（昭和34年）10月14日
  - 路線認定（図面対照番号147）[3]。
  - 道路の区域は、那珂郡山方町大字諸沢の県道天下野山方線（現在の県道山方水府線）分岐から久慈郡大子町大字西金の西金停車場までと決定された[1]。
- 1968年（昭和43年）6月6日：久慈郡大子町大字西金字湯向、同字五隣曽根、同字アタ峯、同字横道、同字湯沢川の各所の狭隘路（最小幅員2.5 m）を拡幅改良[4]。
- 1969年（昭和44年）7月3日：久慈郡大子町大字盛金字大堰場 - 同字堰口の狭隘路（最小幅員2.0 m、延長132 m）を道路改良[5]。
- 1978年（昭和53年）12月21日：那珂郡山方町大字北富田 - 久慈郡大子町大字北富田の登山道区間（1.3 km）のバイパス道路（2.715 km）を新設する区域指定[6]。
- 1995年（平成7年）3月30日：整理番号205から現在の番号（整理番号322）に変更される[7]。
- 2018年（平成30年）3月29日：久慈郡大子町大字西金の道路改良バイパス道路（約0.6 km）を供用開始[8]。
- 2020年（令和2年）8月20日：常陸大宮市諸沢 - 常陸大宮市北富田に待避所（5か所）を設けるための道路区域を指定[9]。

## 地理

### 通過する自治体
- 茨城県
  - 常陸大宮市 - 久慈郡大子町

### 交差する道路
- 国道118号（久慈郡大子町西金）

### 沿線
- 三太の湯（常陸大宮市諸沢）